# Ducato di Latera
Il ducato di Latera fu un feudo, enclave nello Stato Pontificio, sito a pochi chilometri ad occidente del lago di Bolsena (nell'odierna provincia di Viterbo), di cui ebbe la titolarità un ramo collaterale della famiglia Farnese che riuscì a mantenere una certa autonomia per 260 anni, dal 1408, come Signoria, dal 1602 al 1668 come Ducato.

## Storia

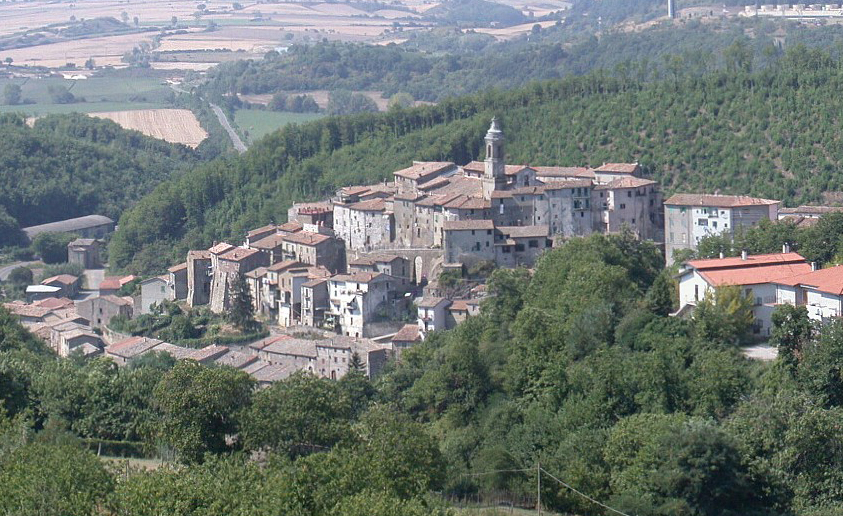
Veduta di Latera

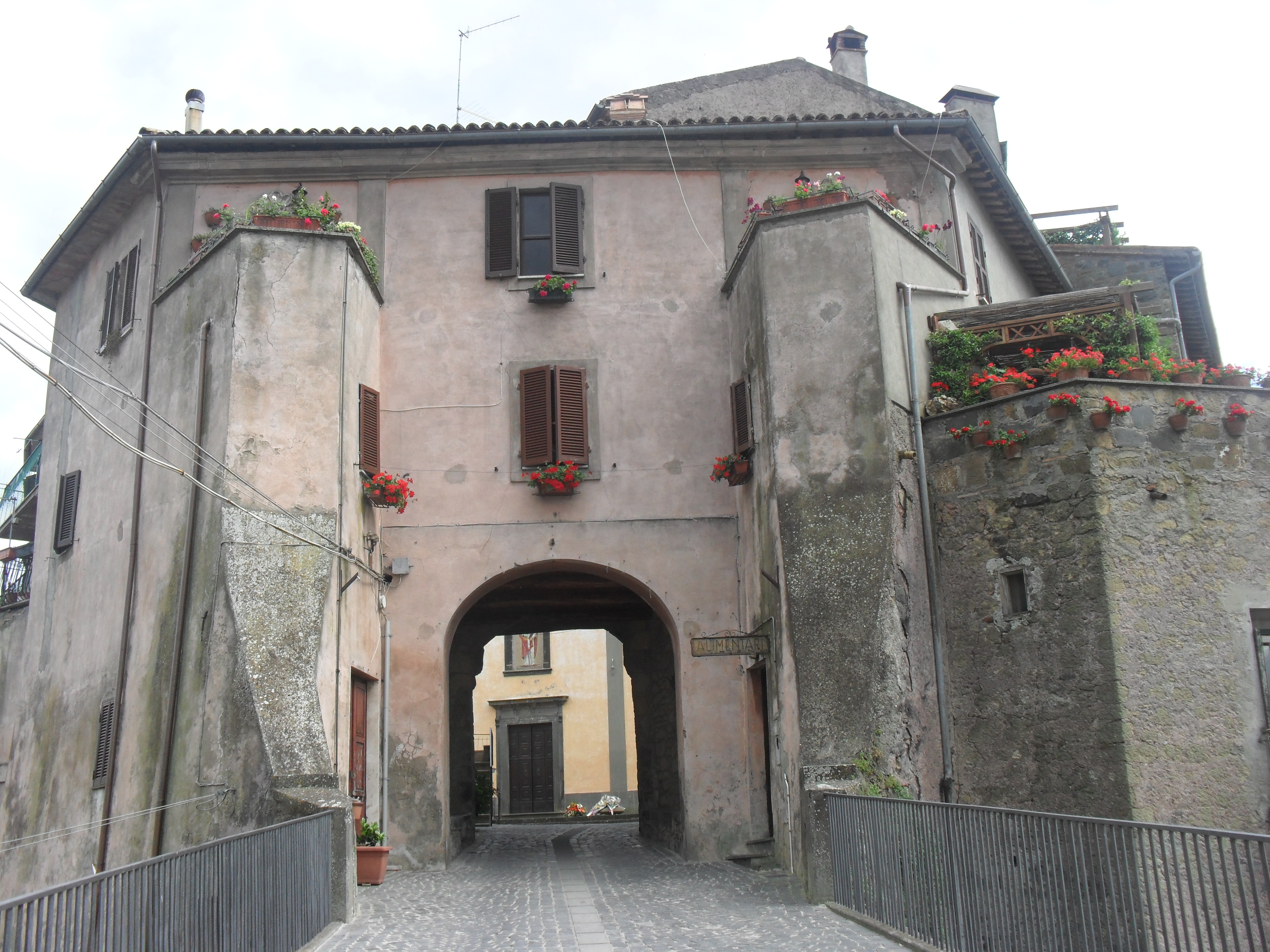
Palazzo Farnese a Latera

Nel 1408 il papa Gregorio XII conferì il vicariato ai paesi di Latera e Farnese, nella persona di Bartolomeo, secondo la tradizione fratello minore del futuro Paolo III: fu costituito, così, un nuovo feudo, separato dal ducato di Castro. È tuttavia impossibile che questo Bartolomeo sia fratello del futuro papa in quanto il padre Pier Luigi nacque nel 1435.
Fino al momento in cui sarà giuridicamente conglobato nella Camera apostolica il 20 febbraio 1669 (per passare sotto la giurisdizione di Orvieto), dopo il decesso del cardinale Girolamo, si succedettero quattro duchi alla guida del territorio.
L'amministrazione farnesiana fu intelligente e illuminata: a Latera, nel Cinquecento, fu favorita l'attività di un banco per la concessione di mezzi finanziari ai contadini, fu proibito il diboscamento irregolare e inaugurata una condotta d'acqua. La suocera del duca Mario I, Isabella Pallavicino Meli Lupi di Soragna, donna capace e lungimirante, ispirò al genero l'opportunità di aprire una tipografia, che editò significativi testi. Per illustrare figurativamente il loro alto rango sociale, i Farnese di Latera ostentavano particolari insegne araldiche, come quella di Pier Bertoldo II rappresentante, oltre ai sei gigli, una torre.
La vita nel feudo di Latera fu sicuramente meno tormentata di quella del vicino ducato di Castro, e più lunga: il poeta Antonio Ongaro scrisse alcuni sonetti celebrativi della famiglia e fu al servizio del 1° Duca, Mario I Farnese, in qualità di segretario di corte, con mansioni amministrative, penali e di reggenza.
Mario I emanò, nel 1583, lo Statuto e sia Farnese che Latera ebbero una raccolta di sagge norme nel campo del diritto pubblico e privato. Il suddetto signore fece erigere a Farnese, Signoria con Latera, eretta nel 1452, (che faceva parte del ducato, ma dovette cedere a Latera il ruolo principale) il convento dei Cappuccini, dove sarà sepolto insieme alla moglie Camilla e ai discendenti (altri della stirpe furono tumulati nella chiesa del Santissimo Salvatore).
Intorno ai primi anni del Seicento accadde un fatto tragico che sconvolse il ducato: durante una battuta di caccia Orso Orsini, conte di Pitigliano, uccise consapevolmente il duchino erede Pietro di Latera, figlio di Pier Francesco e nipote di Mario I. L'episodio turbò molto la famiglia e la popolazione, tanto da essere ancora rammentato.
A Latera ricordano i Farnese soprattutto il palazzo e il castello, con la pieve di San Clemente e la fontana ducale: il complesso di edifici fu rimaneggiato nel Cinquecento in modo che la famiglia vi potesse agevolmente abitare.
Il piccolo ducato che, nel 1649, non aveva subito la drammatica fine di Castro, gli sopravvisse di diciannove anni e fu assorbito, nel 1668, dallo Stato della Chiesa in seguito all'estinzione del ramo farnesiano reggente, nella persona di Girolamo il Cardinale. Francesco Farnese (n.1590 e +1625), 2º Duca di Latera, Signore di Farnese, ebbe, da Donna Costanza Salviati, una figlia, Donna Anna Maria Farnese (n. 1626 e + 1693), ultima rappresentante del ramo dei Farnese, Duchi di Latera, che fu creata, dal Serenissimo Principe Ranuccio II Farnese, 6º Duca di Parma e di Piacenza, e 7°, e ultimo, Duca di Castro, e divenne Marchesa di Contignaco (Parma), come dote, per le nozze, celebrate, nel 1648, con Antonio Maria II Terzi, Conte di Sissa (n. nel 1620 e + nel 1663) antichissima famiglia di famiglia di Parma, già chiamata da Cornazzano.

## Signori e poi Duchi di Latera (1408-1668)[7]
| N° | Titolo  | Nome                  | Dal  | Al   | Consorte e note                           |
| -- | ------- | --------------------- | ---- | ---- | ----------------------------------------- |
| 1  | Signore | Bartolomeo I Farnese  | 1408 | 1452 | Iolanda Monaldeschi                       |
| 2  | Signore | Pier Bertoldo I       | 1452 | 1489 | Battistina dell'Anguillara                |
| 3  | Signore | Galeazzo I            | 1489 | 1540 | Ersilia Colonna, Isabella dell'Anguillara |
| 4  | Signore | Pier Bertoldo II      | 1540 | 1560 | Giulia d'Acquaviva d'Aragona              |
| 5  | Signore | Galeazzo II           | 1560 | 1575 | Lucrezia Tomacelli-Cybo                   |
| 6  | Signore | Fabio I               | 1575 | 1579 |                                           |
| 7  | Duca    | Mario I               | 1579 | 1619 | Camilla Meli-Lupi di Soragna              |
| 8  | Duca    | Francesco I           | 1619 | 1625 | Costanza Salviati                         |
| 9  | Duca    | Pier Francesco I      | 1625 | 1662 | Camilla Sabeli                            |
| 10 | Duca    | Girolamo il Cardinale | 1662 | 1668 | ultimo duca sovrano                       |